# سوق الخرطوم للأوراق المالية
سوق الخرطوم للأوراق المالية، مؤسسة تُعنى بتنظيم ورقابة الأوراق المالية السودانية المدرجة من الأسهم أو الصكوك الحكومية أو الصناديق الإستثمارية، وتنظيم بيع وشراء الأوراق المالية بما يخدم الاقتصاد السوداني، وتوفير بيئة جاذبة للإستثمار من خلال تجميع المدخرات وتوظيفها التوظيف الأمثل والمحافظة على حقوق أصحاب الأسهم في الشركات المدرجة.
تأسس سوق الخرطوم للأوراق المالية عام 1994، وشهدت مسيرة السوق مراحل عدة. بدأت فكرة إنشاء سوق للأوراق المالية في السودان منذ عام 1962، حيث تم إجراء العديد من الدراسات والاتصالات بدأتها وزارة المالية وبنك السودان بمشاركة مؤسسة التمويل الدولية التابعة للبنك الدولي. عام 1982م تمت إجازة قانون سوق الأوراق المالية من قبل مجلس الشعب لينظم إنشاء سوق للأوراق المالية في السودان ولكن لم يتم أي شئ في هذا المجال حتى عام 1992م. بدأت الخطوات الجادة لإنشاء سوق للأوراق المالية في أغسطس 1992م وذلك في ظل سياسة التحرير الاقتصادي والتي نادى بها البرنامج الثلاثي للإنقاذ الاقتصادي (1990 - 1993). تم تأسيس هيئة الأسواق المالية في عام 1992، وفي نوفمبر من نفس العام أقرّ مجلس الوزراء تعديلاً على قانون سوق الأوراق المالية لعام 1982 ولكن هذا القانون المعدل لم يفِ بكل الأغراض لإنشاء سوق للأوراق المالية.
عام 1994 أجاز المجلس الوطني الانتقالي قانون سوق الخرطوم للأوراق المالية والذي أصبحت بموجبه سوق الخرطوم للأوراق المالية كياناً قانونياً مستقلاً.
بدأ العمل في سوق التداول في شهر يناير من عام 1995م بعدد 34 شركة مدرجة، ارتفع عددها ليصل إلى 40 شركة في العام التالي. حقق السوق عام 1997 زيادة مقدرة في رأس المال السوقي لسوق الخرطوم للاوراق المالية من ما يعادل 31 مليون دولار أمريكي الي 139 مليون دولار أمريكي وتأسيس بنك الاستثمار المالي للمساهمة في تنشيط التعامل في سوق الاوراق المالية.
عام 2003 تم إعلان مؤشر الخرطوم وإدراج السوق في قاعدة بيانات صندوق النقد العربي وإدراج سهم سوداتل تقاطعياً في سوق أبو ظبي للأوراق المالية.
في عام 2007 تم انضمام السوق لاتحاد البورصات الأفريقية. في عام 2010 تم اعتماد السوق بصفة مراقب في اتحاد البورصات العربية، واعتمد بصفة عضو دائم عام 2011.
في شهر نوفمبر عام 2015، تم شطب اسم السودان من قائمة الدول التي تعاني من قصور في استيفاء متطلبات مكافحة غسل الأموال وتمويل الإرهاب.
الأهداف:
·      تنظيم ومراقبة إصدار الأوراق المالية والتعامل بها بيعاً وشراءً.
·      تشجيع الادخار وتنمية الوعي الاستثماري بين المواطنين وتهيئة الظروف الملائمة لتوظيف المدخرات في الأوراق المالية مما يعود بالنفع  علي المواطن والاقتصاد السوداني.
·      العمل علي توسيع وتعزيز الملكية الخاصة للأصول الإنتاجية في الاقتصاد الوطني وعلي نقل الملكية العامة للأصول الرأسمالية للدولة إلى أوسع الفئات الوطنية.
·      تطوير وتنمية سوق الإصدارات وذلك بتنظيم ومراقبة إصدارات الأوراق المالية وتحديد الشروط والمتطلبات الواجب توافرها في نشرات الإصدار عند طرح الأوراق المالية للاكتتاب العام من قبل الجمهور.
·      ترسيخ أسس التعامل السليم والعادل بين فئات المستثمرين وضمان تكافؤ الفرص للمتعاملين في الأوراق المالية وحماية صغار المستثمرين.
·      اقتراح كيفية تنسيق البيانات المالية والنقدية وحركة رؤوس الأموال والإشراف علي السياسة المتعلقة بتنمية مصادر التمويل المتوسط والطويل الآجل في السودان وذلك بما يحقق الاستقرار المالي والاقتصادي في السودان ومن ثم تحقيق أهداف التنمية الاقتصادية.
رئيس وأعضاء مجلس الإدارة
| رئيس المجلس      | وزير الدولة بوزارة المالية والتخطيط الإقتصادي | السيد/ مجدي حسن يس               |
| نائب رئيس المجلس | مساعد محافظ بنك السودان المركزي               | السيد/ بدرالدين قرشي             |
| عضواً ومقرراً      | مدير عام السوق                                | السيد/ د. أزهرى الطيب الفكى أحمد |
| عضواً             | وكيل أول وزارة المالية والاقتصاد الوطنى       | السيد / مصطفى يوسف حولى          |
| عضواً             | ممثلاً لإتحاد المصارف السوداني                 | السيد/ مساعد محمد أحمد           |
| عضواً             | ممثل شركات التأمين                            | السيد/ د. كمال جاد كريم          |
| عضواً             | ممثل شركات الوساطة                            | السيد/أمجد على عثمان محمد شبو    |
| عضواً             | ممثل شركة السودان للخدمات المالية             | السيد/ خميس عيسى أبوعامر         |
| عضواً             | ممثل اتحاد أصحاب العمل                        | السيد/ علي صلاح علي              |
| عضواً             | ممثل اتحاد أصحاب العمل                        | السيد/ د. يس حميدة إبراهيم       |

| شهادات المشاركة الحكومية (شهامة) |
| عبارة عن صكوك مالية تقوم علي أساس شرعي تصدرها وزارة المالية والتخطيط الإقتصادى تمثل أنصبة محددة في صندوق خاص يحتوي على أصول حقيقية يتم إصدارها بواسطة الدولة مقابل حقوق ملكيتها في عدد من المؤسسات الرابحة نيابة عن جمهورية السودان ويتم تسويقها عبر منافذ عديدة مع إمكانية بيعها وشراءها في سوق الخرطوم للأوراق المالية عبر شركات الوساطة المالية المعتمدة |
| صكوك الاستثمار الحكومية |
| هي عبارة عن وثيقة ذات قيمة اسمية محددة تتيح لحاملها المشاركة في تمويل أصول حكومية عن طريق عقود الإجارة والمرابحة والاستصناع والسلم بغرض تحقيق ربح. آلية عمل الصكوك و تقوم هذه الآلية علي ثلاثة أطراف:- المستثمرون ( رب المال))- شركة السودان للخدمات المالية (_المضارب - وزارة المالية والتخطيط الإقتصادى (الجهة طالبة التمويل) )- تقوم العلاقة بين المستثمرين والشركة المضاربة علي أساس عقد المضاربة الشرعي بين وزارة المالية علي عقود الإجارة والمرابحة الاستصناع والسلم.. |

'

## وصلات خارجية
- الموقع الرسمي لسوق الخرطوم للأوراق المالية